# Bisdom Nkongsamba

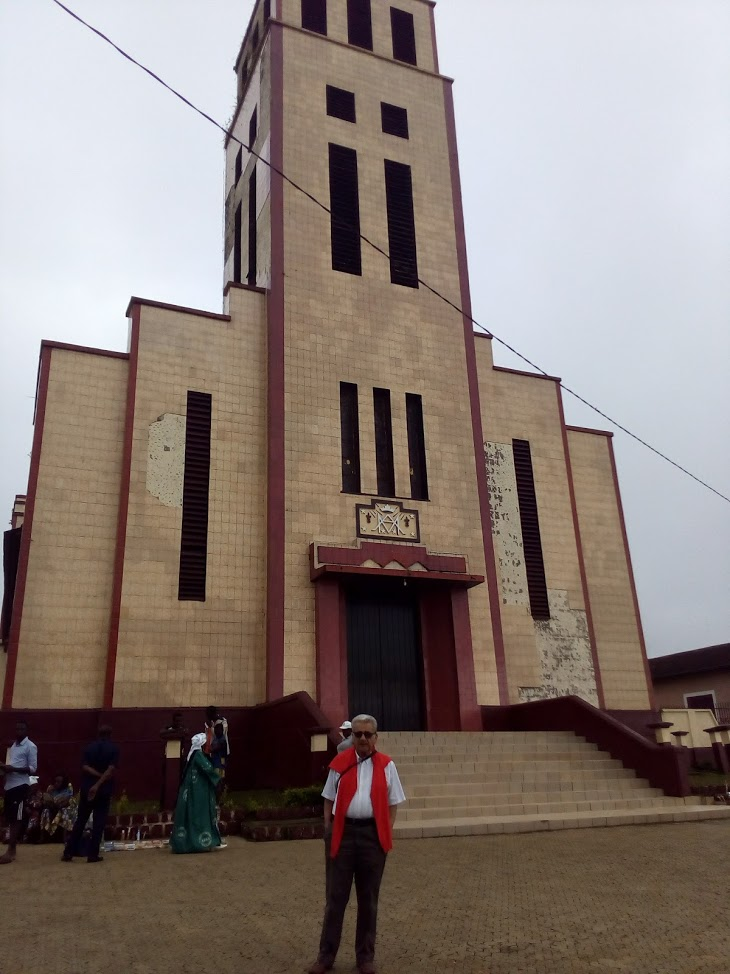
Kathedraal

Het bisdom Nkongsamba (Latijn: Dioecesis Nkongsambensis) is een rooms-katholiek bisdom met als zetel Nkongsamba in Kameroen. Het bisdom is suffragaan aan het aartsbisdom Douala en werd opgericht in 1955.
Het bisdom is ontstaan uit het apostolisch vicariaat Foumban.
In 2019 telde het bisdom 67 parochies. Het bisdom heeft een oppervlakte van 4.057 km2 en beslaat het departement Moungo (regio Littoral) en een deel van het departement Menoua (regio Ouest). Het bisdom telde in 2019 730.000 inwoners waarvan 22,2% rooms-katholiek was.

## Bisschoppen
- Paul Bouque, S.C.I. (1955-1964)
- Albert Ndongmo (1964-1973)
- Thomas Nkuissi (1978-1992)
- Dieudonné Watio (1995-2011)
- Dieudonné Espoir Atangana (2012-)